# الزهرة التي تتفتح ليلا
الزهرة التي تتفتح ليلاً (بالكورية: 밤에 피는 꽃)؛ هو مسلسل تلفزيوني كوري جنوبي، من بطولة لي هاني، لي جونغ-وون، كيم سانغ-جونغ ولي كي-وو. وهو مبني على ويبتون الذي يحمل نفس الاسم، والذي تم إصداره عبر كاكاو باج في 14 أغسطس 2023. عرض على قناة ام بي سي في 12 يناير الى 17 فبراير 2024، بث ايام الجمعة والسبت الساعة 09:50 بتوقيت (KST).
وفقاً لنيلسن كوريا، فقد حقق المسلسل نجاحا كبيراً في كوريا الجنوبية، سجلت الحلقة الاخيرة من المسلسل نسبة 18.4% بحوالي أكثر 3.4 مليون مشاهد قد شاهد الحلقة على تلفزيون، كما تصدر قوائم المنصات المحلية مثل wavve و coupang play.

## القصة
تدور أحداث المسلسل حول جو ايو هوا ، وهي أرملة متزوجة ابن اكبر العائلات النبيلة شهرة في جوسون. تعيش حياة هادئة ومنعزلة في المنزل خلال النهار ، لكنها تتسلل من منزلها ليلاً لمساعدة المحتاجين.

## الطاقم

### رئيسي
- لي هاني في جو ايو-هوا: أرملة منذ خمسة عشر عاما، تعيش حياة مزدوجة.[6]
- لي جونغ وون في دور بارك سو-هو: ضابط عسكري ذكي ولديه مهارات ممتازة في فنون الدفاع عن النفس.[16]
- كيم سانغ-جونغ في دور سيوك جي-سونغ: والد زوج يو-هوا، وهو مستشار الدولة الأيسر.[15]
- لي كي وو في دور بارك يون-هانك: الأخ الأكبر لسو-هو أحد رجال الملك الموثوق بهم.[1][8]

### داعم
- بارك سي-هيون في دور يون-سون: صديقة ايو هوا.[17]
- كيم مي كيونغ في دور جيوم-اوك: حمات يو هوا[2]
- سيو يي سوك في دور نان كيونغ: زوجة وزير المالية[2]
- جو جاي-ايون في دور كانغ-بيل-جيك: تاجر ثري، وشخص متورط في كل أنواع الفساد[2]
- كيم كوانغ-كيو في دور هوانغ تشي-دال: قائد قوة دفاع العاصمة.[2]
- اوه هوي-شيك في دور دور سيوك جيونغ: زوج يو-هوا وابن جي-سونغ الذي عاد حيًا. بعد خمسة عشر عامًا، ذهب إلى أسرة تشينغ ووقع في حب آن مارين، وهي امرأة إنجليزية. حاليًا، يظهر في ميونج دوجاك تحت اسم يو جو-سيوب
- هيو دونغ-دو في دور يي-سو: ملك جوسون[2]
- يون سا بونج في دور جانغ سو وون[2]
- جونغ يونغ جو في دور بي تشان: تابع سو هو[2]
- كيم هيونغ موك في دور يوم هيونج جيب: وزير المالية (ح1~5)[2]

## الإنتاج

### ينتج
المخرج الرئيسي للعمل جانغ تاي-وون، من اعماله حرب المال (2007)، رسام الريح (2008)، حبيبي من نجم آخر (2013)، شجرة ذات جذور عميقة (2011)، ضبع (2020)، عشاق السماء الحمراء (2021) وهو مخرج سابق لدى SBS. ومن تخطيط ام بي سي وانتاج بتنسيق مع باس ستوري وفيلم جيوريدا وسارام انترتينمنت.

### التصوير
تم إنتاج المسلسل في مقاطعة تشونغسونغ، موقع التصوير الرئيسي في منزل سونغسو التاريخي، وهو تراث ثقافي فولكلوري وطني وواحد من أفضل الوجهات السياحية في المقاطعة. اكتمل تصوير المسلسل بحلول أغسطس 2023.

### الإصدار
كان من المقرر عرضه في النصف الثاني من عام 2023، ولكن تأجل العرض الى يناير 2024.

## المشاهدات
| الموسم | الموسم | رقم الحلقة | رقم الحلقة | رقم الحلقة | رقم الحلقة | رقم الحلقة | رقم الحلقة | رقم الحلقة | رقم الحلقة | رقم الحلقة | رقم الحلقة | رقم الحلقة | رقم الحلقة | المتوسط |
| الموسم | الموسم | 1          | 2          | 3          | 4          | 5          | 6          | 7          | 8          | 9          | 10         | 11         | 12         | المتوسط |
| ------ | ------ | ---------- | ---------- | ---------- | ---------- | ---------- | ---------- | ---------- | ---------- | ---------- | ---------- | ---------- | ---------- | ------- |
|        | 1      | 1.495      | 1.529      | 1.916      | 1.375      | 1.964      | 2.224      | 2.286      | 2.227      | 1.980      | 2.492      | 2.815      | 3.395      | 2.142   |

وفقا لنيلسن كوريا، فقد حقق العرض الأول نسبه تقييم 7.9% قرابة 1.495 مليون مشاهد، متجاوزاً مسلسلات مثل أعز ما لدي، قصة زواج بارك لقناة إم بي سي. كما تصدر المسلسل واتحل المركز الاول عبر المنصات المحلية. ، ارتفعت في الحلقة السادسة الى 12.4% بحوالي 2.2 مليون مشاهد.
| الحلقات | تاريخ البث     | تقييمات "نيلسن كوريا" | تقييمات "نيلسن كوريا" |
| الحلقات | تاريخ البث     | على الصعيد الوطني     | سيئول                 |
| ------- | -------------- | --------------------- | --------------------- |
| 1       | 12 يناير 2024  | 7.9%                  | 7.7%                  |
| 2       | 13 يناير 2023  | 8.2%                  | 7.9%                  |
| 3       | 19 يناير 2024  | 10.8%                 | 11.0%                 |
| 4       | 20 يناير 2024  | 7.9%                  | 7.2%                  |
| 5       | 26 يناير 2024  | 11.4%                 | 12.0%                 |
| 6       | 27 يناير 2024  | 12.5%                 | 12.5%                 |
| 7       | 2 فيراير 2024  | 13.1%                 | 12.7%                 |
| 8       | 3 فبراير 1024  | 12.6%                 | N/A                   |
| 9       | 9 فبراير 2024  | 11.0%                 | 10.3%                 |
| 10      | 10 فبراير 2024 | 12.9%                 | 12.1%                 |
| 11      | 16 فبراير 2024 | 15.4%                 | 14.7%                 |
| 12      | 17 فبراير 2024 | 18.4%                 | 18.1%                 |
| متوسط   | متوسط          | 11.8%                 | 11.6%                 |

## الجوائز والترشيحات
| قائمة الجوائز والترشيحات | قائمة الجوائز والترشيحات | قائمة الجوائز والترشيحات | قائمة الجوائز والترشيحات | قائمة الجوائز والترشيحات | قائمة الجوائز والترشيحات |
| السنة                    | الجائزة                  | الفئة                    | المستلم                  | النتيجة                  | م.                       |
| ------------------------ | ------------------------ | ------------------------ | ------------------------ | ------------------------ | ------------------------ |
| 2024                     | جوائز بايكسانغ للفنون    | أفضل ممثلة               | لي ها ني                 | فوز                      | [ 25 ]                   |
| 2024                     | جوائز بايكسانغ للفنون    | أفضل ممثل جديد           | لي جونغ وون              | رُشِّح                      | [ 26 ]                   |

### القوائم
| الناشر | السنة | القائمة                   | المركز        | م.     |
| ------ | ----- | ------------------------- | ------------- | ------ |
| سينا21 | 2024  | أفضل 10 مسلسلات لعام 2024 | المركز السابع | [ 27 ] |

## روابط خارجية
- الموقع الرسمي
 باللغة الكورية
- الزهرة التي تتفتح ليلا على موقع IMDb (الإنجليزية)
- الزهرة التي تتفتح ليلا على موقع قاعدة بيانات الفيلم (الإنجليزية)
- الزهرة التي تتفتح ليلا على هانسينما

1. ↑  بالتشارك مع كصمت الغابة